# The Birthday Party (альбом)
The Birthday Party — последний студийный альбом австралийской постпанк-группы The Boys Next Door и одновременно первый альбом нового коллектива The Birthday Party, изданный в 1980 году. Альбом был спродюсирован музыкантами The Boys Next Door, Тони Коэном и Китом Глассом. Коэн также выступил звукорежиссёром, сама запись прошла в мельбурнской студии Richmond Recorders Studios с июля 1979 по февраль 1980 года.

## Об альбоме
The Birthday Party стал последним альбомом The Boys Next Door, записанным до переезда группы из Мельбурна в Лондон и смены названия на The Birthday Party. На его обложке имя группы не было указано, поэтому запись причисляется в равной степени как The Boys Next Door, так и The Birthday Party. Альбом демонстрирует существенный отход от звучания ранних записей в сторону тёмного и хаотичного постпанка, который получил развитие во время пребывания коллектива в Лондоне. Запись включает восемь новых песен, а также две, уже издававшиеся на мини-альбоме Hee Haw в исполнении гитариста группы Роланда С. Говарда.

## Восприятие
По мнению Саймона Рейнольдса из Melody Maker на этой пластинке пока ещё видны колебания The Birthday Party в арт-роковой манере, присущие их самым ранним записям, но классическое звучание уже проявилось очевидно. Кроме того, в тот момент времени музыкальный коллектив ещё пребывал под влиянием своих кумиров, вроде Капитана Бифхарта и Pere Ubu, что явно сковывало их прогресс. «Тогда это была музыка беспокойства, страха и чёрного бурлеска», – заключил Рейнольдс. Обозревателю AllMusic Дину Макфарлейну больше других запомнились «Mr. Clarinet», «Hats on Wrong», «The Hair Shirt» и «Guilt Parade», так как они представляют самую мрачную часть лирического содержания Ника Кейва. «„The Friend Catcher“ — предельно шокирующий номер, просто изюминка всего альбома». Помимо указанных, главный редактор американского журнала Trouser Press Айра Роббинс и Дэвид Шеридан, в своём обзоре творчества ансамбля из песен альбома выделяют «Happy Birthday», в которой присутствуют «одни из самых безумных гитарных партий, когда-либо записанных на виниле». А в целом, как считает Дин Макфарлейн, The Birthday Party следует воспринимать как важную часть панк-истории, истоки Nick Cave and the Bad Seeds, не говоря уже о решающем, фундаментальном влиянии на такие группы, как The Jesus Lizard, Swans, Cop Shoot Cop и другие.

## Список композиций
| №   | Название             | Длительность |
| --- | -------------------- | ------------ |
| 1.  | «Mr. Clarinet»       | 3:42         |
| 2.  | «Hats on Wrong»      | 2:40         |
| 3.  | «The Hair Shirt»     | 4:05         |
| 4.  | «Guilt Parade»       | 2:52         |
| 5.  | «Riddle House»       | 2:43         |
| 6.  | «The Friend Catcher» | 4:22         |
| 7.  | «Waving My Arms»     | 2:15         |
| 8.  | «The Red Clock»      | 2:47         |
| 9.  | «Cat Man»            | 2:27         |
| 10. | «Happy Birthday»     | 3:50         |

## Участники записи
- Ник Кейв — вокал
- Мик Харви — гитара
- Роланд С. Говард — гитара
- Трейси Пью — бас-гитара
- Филл Калверт — ударные